# Xanthorhoe bryopis
Xanthorhoe bryopis là một loài bướm đêm trong họ Geometridae.